# セロニアス・モンク・プレイズ・デューク・エリントン
『セロニアス・モンク・プレイズ・デューク・エリントン』（原題：Thelonious Monk Plays Duke Ellington）は、1955年に発売されたアルバム。
セロニアス・モンクがデューク・エリントンの有名曲を演奏したものである。リバーサイド・レコードでの最初のアルバムであり、ルディ・ヴァン・ゲルダーが1955年7月21日・27日にニュージャージー州ハッケンサックで録音した。イギリスで2007年4月16日に、米国で2007年3月27日に再発された。
長さは36分51秒、プロデューサーはオリン・キープニュース。

## 背景
アルバム『セロニアス・モンク・プレイズ・デューク・エリントン』はモンクとレーベルの妥協の産物である。それまでのモンクはときおりカバー演奏をしたが、自作演奏が主であり、1953-1954年にプレスティッジ・レコードで自作集をつくっていた。しかし、モンクの音楽はメインストリームのレコード購買層には「難解すぎる」というのが一般の認識であり、プレスティッジでの売り上げは悲惨であった。

## リバーサイドで
キープニュースはモンクの契約を100ドルで買い、モンクに「エリントン集をやってくれ」と説得した。
次作の『ザ・ユニーク』もジョージ＆アイラ・ガーシュウィン、ガス・カーン、ユービー・ブレイク、アンディー・ラザフ、ファッツ・ウォーラー、エディ・ドゥランジュ、ジェームズ・ヴァンヒューゼン、ビンセント・ユーマンズ、アーヴィング·シーザー、リチャード・ロジャース、ロレンツ・ハート、ジェシー・グリア、レイモンド・クラーゲスなど、他人の曲ばかりであった。
この2作の売り上げはおだやかなものだったが批評家から好評で、皮肉にも、商業的に成功したのはオリジナルのみの3作目『ブリリアント・コーナーズ』だった。
このアルバムが録音された時、エリントンのキャリアは落ち目であり、クール・ジャズの小編成グループが流行りだしていた。実際、1955年にこのアルバムが発売されたころエリントンはキャピトル・レコードから契約を解除され、自分のオーケストラを維持できなくなっていた。もっとも、翌1956年のニューポート・ジャズ・フェスティバルで華々しく復活するのであるが。

## 評価
- ポップマターズのショーン・マーフィーは2007年再発時に「突出したアルバム。モンクのディスゴグラフィの中で、『ジーニアス』シリーズと1960年前後の傑作群のあいだにあって見過ごされて来た作品」と書いた。[1]

- オールミュージックのリンゼイ・プレーナーは四つ星をつけ、「エリントンのデリケートなメロディはモンクの先進的でぎこちないスタイルにピッタリだ。両方のファンが持ち上げすぎる作品だが、ジャズ・ファンにならだれにでもオススメできます」と書いた。[2]

- いっぽう、All About Jazzのデヴィッド・リカートは「ちょっといい子ちゃん的な演奏だ。モンクの千鳥足スタイルのせいでだるい。でも、真剣にモンクを集めてんなら揃えといてもいい。そもそもモンクをあれほど魅力的なものにしている不快で・くすんだサウンドは聴けないが」と書いた[3]。

- ジャズ・ピアニストのマーカス・ロバーツは「ジャズの傑作。ぼくの1990年のアルバム『アローン・ウィズ・スリー・ジャイアンツ』では下敷きにさせてもらったよ。偉大な芸術家が偉大な芸術家にオマージュを捧げているのを聴いて、自分のすべきことがわかったのさ」と述べている[4]。

## 収録曲
| 曲番 | 曲名                             | 作曲者                                                 | 時間 |
| ---- | -------------------------------- | ------------------------------------------------------ | ---- |
| 1.   | スイングしなけりゃ意味ないね     | Duke Ellington; Irving Mills                           | 4:38 |
| 2.   | 洗練された淑女                   | Duke Ellington; Irving Mills; Mitchell Parish          | 4:27 |
| 3.   | I Got It Bad and That Ain't Good | Duke Ellington; Paul Francis Webster                   | 5:52 |
| 4.   | 黒と茶の幻想                     | Bubber Miley; Duke Ellington                           | 3:24 |
| 5.   | ムード・インディゴ               | Barney Bigard; Duke Ellington; Irving Mills            | 3:13 |
| 6.   | I Let a Song Go Out of My Heart  | Duke Ellington; Henry Nemo; Irving Mills; John Redmond | 5:40 |
| 7.   | ソリチュード                     | Duke Ellington; Eddie DeLange; Irving Mills            | 3:42 |
| 8.   | キャラバン                       | Duke Ellington; Irving Mills; Juan Tizol               | 5:55 |

## メンバー
- セロニアス·モンク - ピアノ
- オスカー・ペティフォード - ベース
- ケニー・クラーク - ドラム